# Dillon, Colorado
Dillon är en ort i Summit County i delstaten Colorado, USA.